# Viktor Țoi
Viktor Robertovici Țoi (în rusă: Ви́ктор Ро́бертович Цой; n. 21 iunie 1962, Leningrad, URSS – d. 15 august 1990, Tukums, RSS Letonă, URSS) a fost un cântăreț rock, poet și actor rus cu origini coreene, cunoscut din postura de fondator și lider al formației Kino.